# Марьин, Александр Сергеевич
Марьин Александр Сергеевич (30 декабря 1945, Сучан, Приморский край — 5 мая 2022, Москва) — советский и российский военачальник, генерал-майор.
Александр Сергеевич Марьин родился в 1945 году в городе Сучан Приморского края в семье военнослужащего.
В 1963 году поступил в Дальневосточное высшее общевойсковое командное училище в г. Благовещенске.
С 1967 года проходил службу в ГСВГ на должностях командир мотострелкового взвода и командир мотострелковой роты.
В 1976 году окончил с отличием Военную академию имени М. В. Фрунзе.
С 1976 года проходил службу на должностях начальник штаба полка, командир полка, командир полка, начальник штаба учебной дивизии в Краснознаменном Одесском военном округе. В 1985 году окончил с отличием Военную академию Генерального штаба Вооружённых Сил СССР имени К. Е. Ворошилова.
С 1985 по 1988 годы командир 2-й гвардейской Таманской мотострелковой дивизии. с 1988 года — первый заместитель командующего 6-й общевойсковой Краснознамённой армии в г. Петрозаводск.
С 1996—1998 годы военный советник в Сирийской Арабской Республике г. Дамаск (Группа российских военных специалистов в Сирии)
В 1999 году уволен в запас. Жил в Москве. Скончался 05 мая 2022 года. Похоронен на Кобяковском кладбище.